# Báňská a hutní společnost

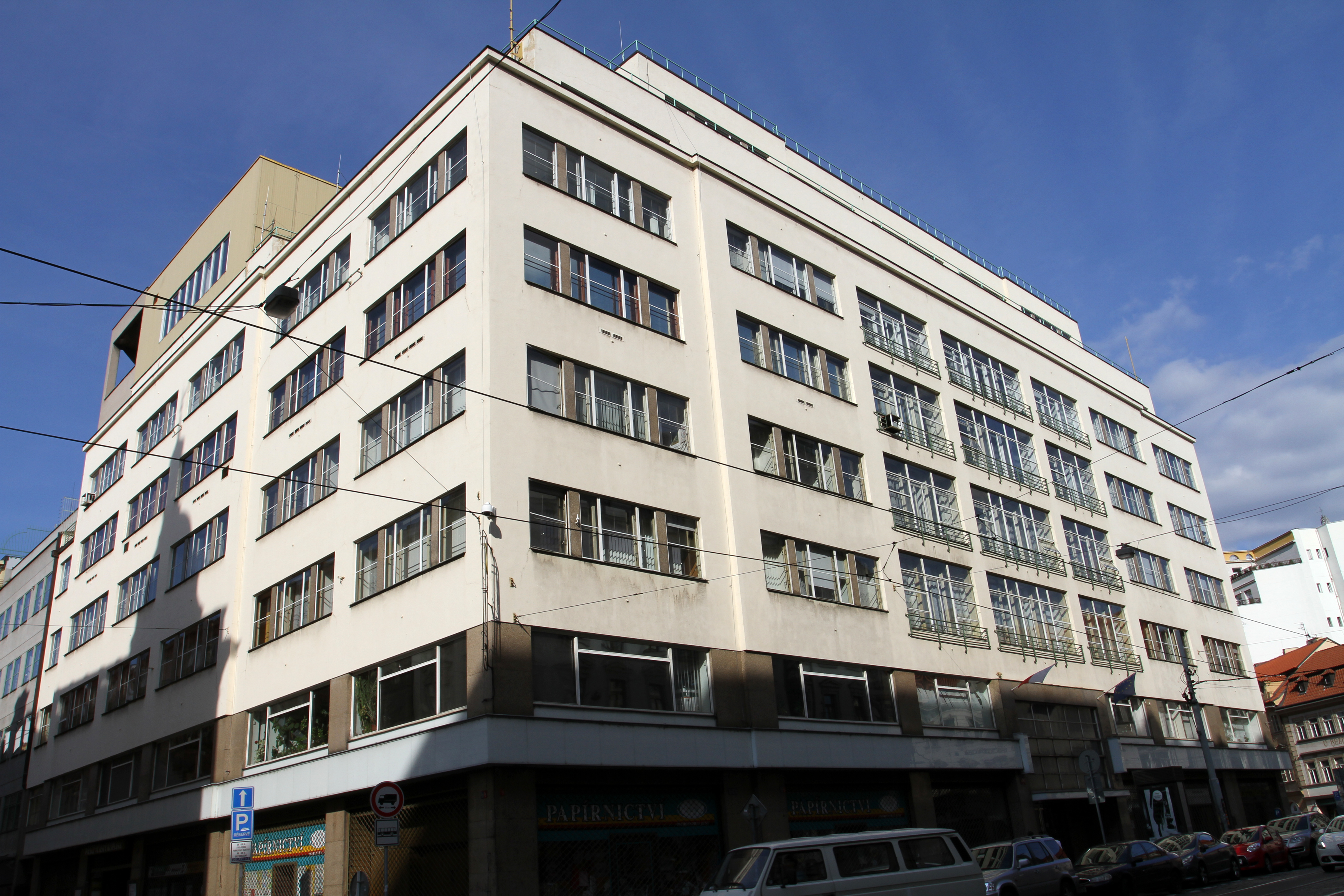
Palác Báňské a hutní společnosti, ve kterém společnost sídlila ve 30. letech (Lazarská 7, Praha)

Báňská a hutní společnost (Berg- und Hüttenwerks-Gesellschaft) byla významná těžební a metalurgická společnost, která vznikla v roce 1905 a existovala v období konce Rakouska-Uherska a první republiky.

## Historie společnosti

### Založení společnosti

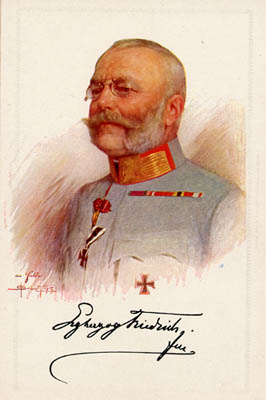
Arcivévoda Bedřich, původní vlastník majetku

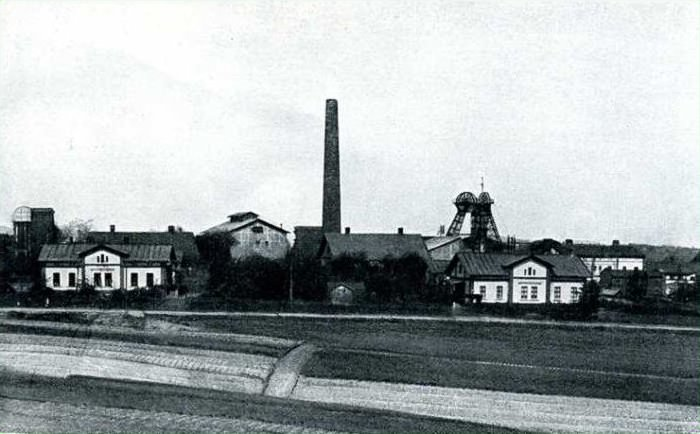
Důl Hohenegger v Karviné, který společnost získala od Těšínské komory

Společnost se vyvinula z Těšínské komory, respektive převzala majetek bývalé Těšínské komory. Těšínská komora, vlastněná arcivévodou Bedřichem Habsburským, prodala svůj majetek Pozemkovému úvěrnímu ústavu ve Vídni. Povolení k založení společnosti bylo vydáno 18. prosince 1905, ustavující valná hromada se konala 29. prosince 1905 s tím, že společnost začala fungovat od 1. ledna 1906. Společnost byla původně založena jako Eisenwerk Trzynietz der Österreichischen Berg- und Hüttenwerks-Gesellschaft (Rakouská báňská a hutní společnost), přičemž zaknihovaný akciový kapitál činil 25 000 000 korun (62 500 kusů akcií po 400 korunách).
Majetek, který společnost získala při založení, se skládal především z:
- černouhelných důlních děl (16.738 ha výhradních kutišť a 1214 ha důlních měr[3])
  - důl Albrecht v Petřvaldě s výhradními kutacími právy
  - důl Hohenegger v Karviné
  - důl Gabriela v Karviné
  - Koksovna Hohenegger
- železorudných podniků a železáren
  - Třinecké železárny
  - železorudný důl v Gelnici
  - železorudný důl ve Spiši
  - Válcovny v Karlově Huti (Frýdek-Místek) a Bedřichově Huti (Sporysz-Obszar u města Żywiec)
  - Ustroňské závody
  - slévárny v Bašce

Na společnosti se z počátku velkou měrou podílel původní majitel, ovšem Pozemkový úvěrní ústav měl opční právo na získávání akcií, které v následujících letech využíval a stal se ve společnosti rozhodující silou. Georg Günter uvádí, že při založení společnosti panovaly obavy, že aktiva jsou nadhodnocena a společnost nebude schopna s touto hodnotou aktiv efektivně pracovat. Při této příležitosti jsou také zmiňování největší konkurenti společnosti: Pražská železářská společnost, Alpská montánní společnost a Vítkovice. V roce 1905 společnost vytěžila 685 000 tun černého uhlí (tj. 10 % produkce ostravsko – karvinského revíru) a 105 000 tun koksu (8 % produkce ostravsko – karvinského revíru). V tomto roce bylo vyprodukováno 80 000 tun železa a cca 90 000 tun ocele (velké konkurenční společnosti produkovaly cca 2,5krát více). Georg Günther uvádí, že budoucnost společnosti by měla být zejména v produkci uhlí, jelikož společnost má poměrně velké zásoby uhlí v různých oblastech ostravsko – karvinska, zejména ve východní oblasti revíru a Petřvaldské pánvi, ve kterých bylo kvalitní uhlí v příznivé hloubce a sloje velké mohutnosti. V prvním roce existence společnosti bylo vyprodukováno vlastními železorudnými doly 172 000 tun železné rudy, která obsahovala 65 000 tun železa.

### Rozšiřování majetku

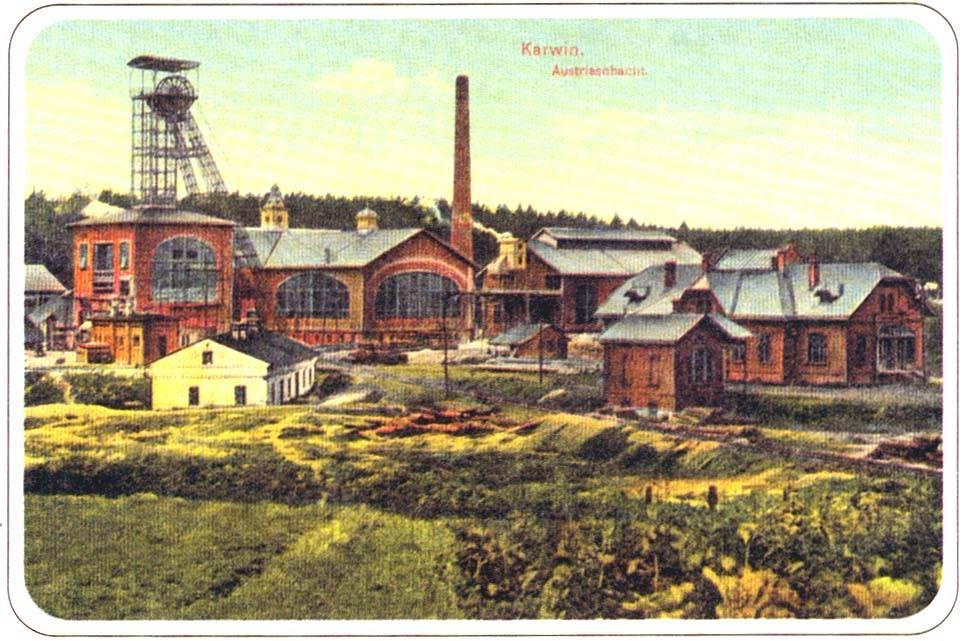
Důl Barbora, který společnost založila

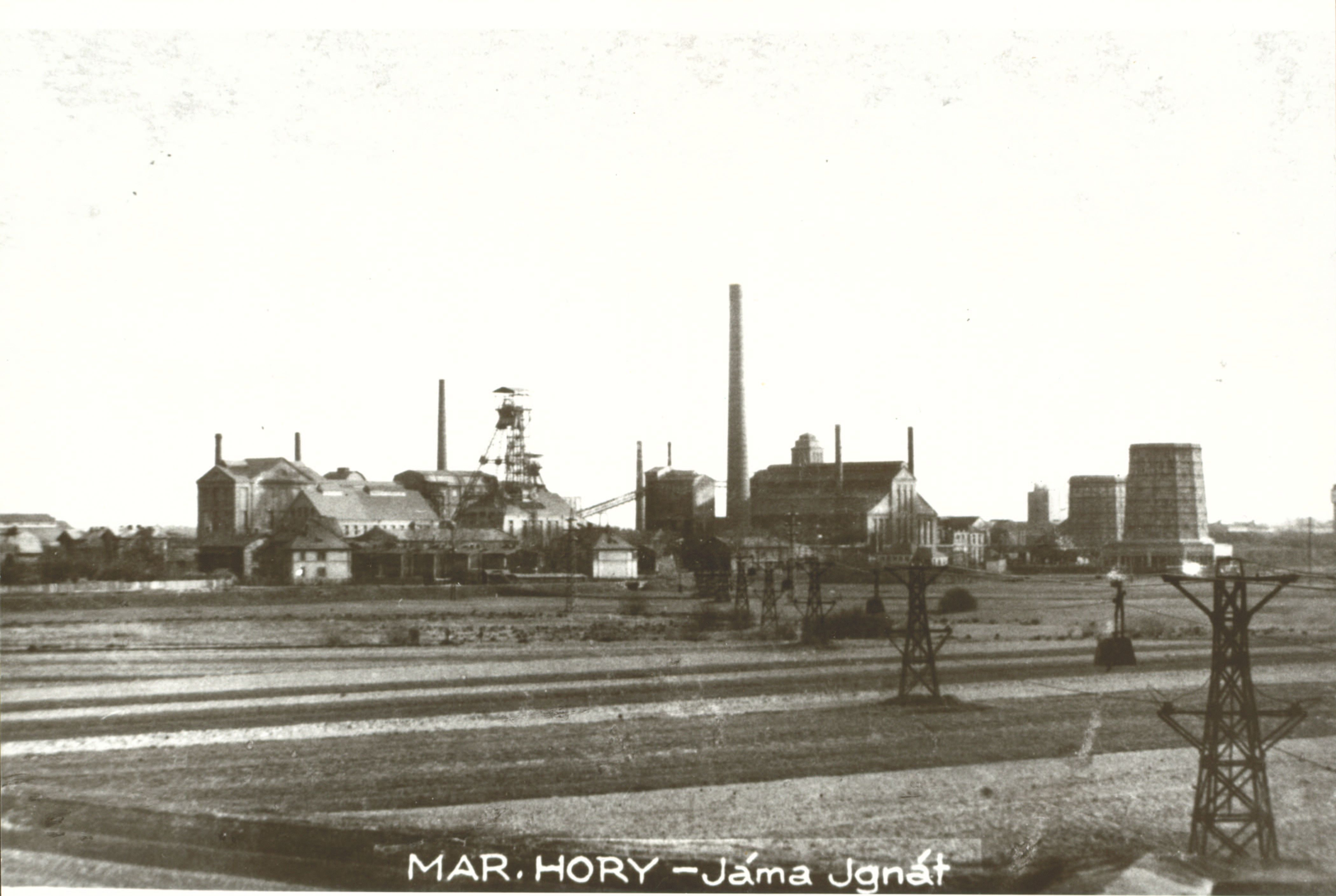
Koupený důl Ignát

Společnost po převzetí majetku od Těšínské komory provedla mnohé rekonstrukce a rozšiřování majetku. Došlo k prohlubování a zdvojování těžních jam a budování nových těžních jam, investice byly realizovány jak v dolech, tak na povrchových zařízeních. Společnost také začala budovat hornické byty, které umožnily ubytovat potřebné množství dělníků. V železárenské produkci byla společnost svázána množstvím kartelových kvót, které držela. Původní Těšínská komora držela malé množství kvót a hrála v kartelu podružnou roli. Po vzniku Báňské a hutní společnosti využila společnost právo, které měla Těšínská komora domluvené a kartel vypověděla. Následné jednání přineslo zvýšení kvót, celkově ovšem množství kvót bylo vzhledem k ostatním podnikům podružné. Společnost rozšiřovala svůj podíl na produkci především nákupem kartelových kvót od jiných společností (např. 1911 – Schoellerovy ocelárny v Ternitz). V roce 1912 představovaly prodeje Báňské a hutní společnosti 12 % celkového prodeje kartelu). Společnost také začala využívat vedlejších produktů výroby koksu (dehet, amoniak, benzol) a také plynů z vysokých pecí.
Báňská a hutní společnost také podstatně změnila způsob nákupu železorudných surovin, jelikož její vlastní zásoby nestačily a postupně se vyčerpávaly. Nakupoval se především švédský magnetovec, přičemž byly dohodnuty dlouhodobé smlouvy s těmito doly. Společnost také dohodla nákup menšího množství rudy z bližších zdrojů, přičemž tyto rudy nedosahovaly kvality švédské rudy.
Společnost také rozšiřovala svůj majetek postupnými akvizicemi – v roce 1911 přibyly doly Ostravského kamenouhelného těžířstva Marie Anna  (důl Ignát a důl Odra) a také koksovna této společnosti, jež produkovala 300 000 – 400 000 tun uhlí ročně. Tyto doly byly zakoupeny celkem za 15 000 000 korun (8 000 000 korun – vydání nových akcií společnosti a 7 000 000 dluh společnosti se splatností 20 let).
V roce 1916 společnost získala doly Ludvík a Salm VII (od Moravsko-Ostravské montanní společnosti – známé taktéž pod původním názvem kníže Salm). Po roce 1918 společnost získala drátovny v Bohumíně, řetězárnu v Malé Morávce, vápencové doly v Varíně a doly na mangan ve Švabovcích. Společnost iniciovala taktéž zakládání nových závodů, především dolu Pokrok a Barbora.
Společnost nakupovala i kartelové kvóty – např. Pohernadská priemyslová úč. spol., továrny na železo "Union" (obě v Bratislavě a v roce 1922), polovinu kartelových kvót na ocel společnosti Schwarz & Beck ve Fryštátě (rok 1923), produkční kvóty na drátěnky od firmy Schwarz & Beck v Plzni a od firmy L. G. Bondy v Praze (1923). V roce 1924 získala společnost spolu s Vítkovickým horním a hutním těžířstvem většinový podíl na společnosti Ferry (tato společnost byla dříve známa jako L. G. Bondy v Praze). K tomuto spolupodílnictví se v roce 1928 přidala ještě společnost Pražská železářská společnost. Od 1. 1. 1924 vlastnila společnost 25 % podíl na společnosti Kontinentální společnosti pro obchod se železem, která jí měla zajistit zvýšení zahraničního odbytu.
Na základě akvizic a rozšiřování majetku se stala společnost největším producentem uhlí v Československu (4 000 000 tun ročně) a patřila mezi největší výrobce metalurgických výrobků (475 000 tun surového železa a 500 000 tun oceli).

### 2. světová válka
28. března 1940 se v Gliwicích konalo závěrečné jednání o zřízení hornoslezského kamenouhelného syndikátu, do kterého bylo zapojeno 5 dolů Báňské a hutní společnosti. Syndikát předepisoval velikost těžby i cenu uhlí.

### Vedení společnosti
Informace o vedení společnosti vychází z knihy Dvacet pět let Báňské a hutní společnosti.

#### Předsedové správní rady
| Jméno           | Funkce                               | Ve funkci                  |
| --------------- | ------------------------------------ | -------------------------- |
| Teodor Taussig  | Viceguvernér Bodenkredit banky       | 29. 12. 1905 – 1. 12. 1909 |
| Julius Herz     | Náměstek guvernéra Bodenkredit banky | 14. 12. 1909 – 3. 5. 1911  |
| Rudolf Sieghart | guvernér Bodenkredit banky           | 3. 5. 1911 – 11. 5. 1921   |
| Evžen Schneider | průmyslník                           | 11. 5. 1921 – ????         |

#### Náměstkové předsedy správní rady
| Jméno           | Funkce                            | Ve funkci                  |
| --------------- | --------------------------------- | -------------------------- |
| Emerich Kohl    | arcivévodský dvorní rada          | 29. 12. 1905 – 1. 6. 1912  |
| Emil Maier      | arcivévodský ředitel statků       | 20. 2. 1913 – 3. 7. 1920   |
| Rudolf Sieghart | guvernér Bodenkredit banky        | 11. 5. 1921 – 16. 12. 1929 |
| Jaroslav Preiss | vrchní ředitel Živnostenské banky | 27. 5. 1929 – ???          |

#### Generální ředitelé
Společnost zřídila funkci generálního ředitele v roce 1909.
| Jméno               | Ve funkci                 |
| ------------------- | ------------------------- |
| Georg Günther       | 15. 3. 1909 – 15. 1. 1923 |
| Otokar Kruliš-Randa | 15. 1. 1923 – 1941        |